# Song-Köl
Song-Köl (kirgiski: Соң-Көл, također Soңkөl (Songköl), doslovno "jezero koje slijedi", rus. Сон-Куль,  također Сонкёль) je planinsko jezero u sjevernoj Narinskoj oblasti, u Kirgistanu. Leži na nadmorskoj visini od 3016 m, ima površinu od oko 270 km2 i obujam 2,64 km3. Najveća dužina jezera je 29 km, širine do  18 km, a najdublja točka je 13,2 m. To je drugo najveće jezero u Kirgistanu nakon Issyk-Kula i najveće slatkovodno jezero u zemlji.

## Geografija
Visoka nadmorska visina Song-Köl pripada porječju rijeke Narin. Jezero se nalazi u središnjem dijelu doline Song-Köl okruženo grebenom Songköl Too sa sjevera i planinama Borbor Alabas i Moldo Too s juga. Hidrološki, Song-Köl bazen karakteriziraju slabo razvijeni površinski tokovi i znatan podzemni tok. Četiri višegodišnje rijeke - Kumbel, Aktash, Tashdöbö i Karakeche - ulijevaju se u jezero. Na jugoistoku, strukturno uzvišenje presijeca rijeka Kajyrty (u svom gornjem toku naziva se i Song-Köl ) koja se ulijeva u Narin.

## Okoliš

### Klima
Srednja temperatura uporječju jezera je −3.5°C sa srednjom temperaturom od −20°C u siječnju i 11°C u srpnju. Godišnje prosječno padne 300–400 oborina mm od travnja do listopada, a 100–150 mm od studenog do ožujka. Snježni pokrivač u jezerskom bazenu zadržava se 180 do 200 dana godišnje. Zimi se površina jezera smrzava, led postaje debeo čak 1-1,2 m. Led na Song-Kölu počinje se topiti sredinom ili krajem travnja, a potpuno nestaje do kraja svibnja.

### Ekologija
Godine 2011. Kirgistan je označio Song-Köl svojim trećim močvarnim područjem od međunarodnog značaja za Ramsarski popis. Od 1998. dio jezera i njegove obale (3400 ha kopno, 5200 ha voda) zaštićeni su kao dio prirodnog rezervata Karatal-Japyryk.

### Ptice
Jezero podržava veliki broj ptica močvarica tijekom migracije. Tu su gnjezdilišta malog ždrala (Grus virgo) , indijske guske (Anser indicus) i riječnog galeba (Chroicocephalus ridibundus). BirdLife International ga je proglasio važnim područjem za ptice (IBA). 

## Povijest
Postoji nekoliko znakova nomadskog života iz ranijih vremena u dolini Son Kul. Istočno od jezera mogu se pronaći drevni petroglifi, a tu su i okrugle kamene postavke koje imaju sličnosti s onima pronađenima u Mongoliji i na području Altaja. Oko jezera se također može pronaći nekoliko grobnih humaka različitih veličina.

## Vanjske poveznice
|  | Zajednički poslužitelj ima još gradiva o temi Song-Köl |